# Pseudocalamobius burmanensis
Pseudocalamobius burmanensis là một loài bọ cánh cứng trong họ Cerambycidae.